# ریشاندا گری
ریشاندا گری (انگلیسی: Reshanda Gray؛ زادهٔ ۱ ژوئن ۱۹۹۳) بازیکن بسکتبال اهل ایالات متحده آمریکا است.